# Iskelmä-Finlandia
Iskelmä-Finlandia, ou prix Finlandia pour la musique légère, est un prix de décerné  annuellement depuis 2001, aux professionnels du divertissement finlandais.

## Présentation
Le prix est décerné dans le cadre de l'événement musical Tapsan tahdit à Nokia.
En 2013, Iskelmä-Finlandia le prix n'a pas été distribué.
En 2014, Iskelmä-Finlandia est réorganisé sous une forme nouvelle, les candidats ne sont plus annoncés à l'avance et la sélection a été faite par un groupe d'experts. 
Le premier prix renouvelé est allé à Katri Helena.

## Lauréats
| Année | Lauréat           | Juges              | Autres candidats                                               |
| ----- | ----------------- | ------------------ | -------------------------------------------------------------- |
| 2001  | Antti Huovila     | Jukka Virtanen     | Markku Aro, Maarit Peltoniemi, Marita Taavitsainen, Kari Vepsä |
| 2002  | Marion Rung       | Ossi Runne         | Anna Eriksson, Matti Esko, Lea Laven, Tomi Markkola            |
| 2003  | Kari Tapio        | Erik Lindström     | Anita Hirvonen, Arja Koriseva, Kirka, Mari Rantasila           |
| 2004  | Matti ja Teppo    | Raimo Henriksson   | Danny, Eija Kantola, Jorma Kääriäinen, Katri Helena            |
| 2005  | Jari Sillanpää    | Marjatta Leppänen  | Anneli Saaristo, Frederik, Eini, Virve Rosti                   |
| 2006  | Paula Koivuniemi  | Markku Johansson   | Fredi, Tapani Kansa, Jukka Kuoppamäki, Arja Saijonmaa          |
| 2007  | Eino Grön         | Seppo Hovi         | Anne Mattila, Simo Silmu, Topi Sorsakoski, Reijo Taipale       |
| 2008  | Olli Lindholm     | Juhani Merimaa     | Muska, Maarit Hurmerinta, Hanna Pakarinen, Timo Rautiainen     |
| 2009  | Charles Plogman   | Henrik Otto Donner | Annika Eklund, Kaija Koo, Pertti Neumann, Finlanders           |
| 2010  | Laura Voutilainen | Pirkko Mannola     | Mikko Alatalo, Jussi Raittinen, Juha Tapio, Jean S             |
| 2011  | Pepe Willberg     | Arto Alaspää       | Danny, Markku Aro, Mariska, Meiju Suvas                        |
| 2012  | Pave Maijanen     | Paulina Ahokas     | Tarja Lunnas, Kake Randelin, Kirsi Ranto, Jani Wickholm        |
| 2014  | Katri Helena      | Jury               |                                                                |
| 2015  | Pate Mustajärvi   | Jury               |                                                                |
| 2016  | Suvi Teräsniska   | Jury               |                                                                |
| 2017  | Markku Aro        | Jury               |                                                                |
| 2018  | Danny             | Jury               |                                                                |
| 2019  | Vicky Rosti       | Jury               |                                                                |